# Euodynerus pseudocaspicus
Euodynerus pseudocaspicus är en stekelart som beskrevs av Blüthgen 1942. Euodynerus pseudocaspicus ingår i släktet kamgetingar, och familjen Eumenidae. Inga underarter finns listade i Catalogue of Life.